# Ordre opérationnel no 00447 du NKVD

L’Ordre opérationnel n° 00447 du NKVD (in extenso : Ordre opérationnel du Commissariat du peuple aux Affaires intérieures de l'URSS n° 00447 « Sur l'opération de répression des ex-koulaks, des criminels et autres éléments antisoviétiques », brièvement aussi nommée opération koulaks) est un Ordre très secret émis le 30 juillet 1937 par le NKVD, qui joue le rôle de ministère de l'intérieur de l'URSS. Sur la base de cet Ordre, de 800 000  à   820 000 personnes ont été arrêtées, dont entre 350 000  et   445 000 ont été fusillées, le reste dirigé vers les camps du Goulag. À cette occasion, les quotas fixés à l'origine selon les régions — 233 700 personnes devaient être arrêtées, dont 59 200 devaient être fusillées — ont été multipliés par plusieurs unités. C'est ainsi que cela devint la plus grosse opération de masse de la Grande Terreur.
L'Ordre secret n'a été publié qu'en 1992. Les sources trouvées depuis au sujet de sa préparation et de sa mise en œuvre mettent en évidence que le gouvernement de l'Union soviétique ou la direction de son Parti communiste a directement ordonné et conduit le massacre.
En même temps, il faut réviser l'idée régnant jusqu'à peu, selon laquelle la Grande Terreur aurait essentiellement visé des élites sociales. Car contrairement aux parodies publiques de procès, ou encore comme les moins importantes opérations de nettoyage ethnique concomitantes, l'opération koulaks s'est tournée contre des simples citoyens de l'Union soviétique, notamment des paysans, des clercs de village, des personnes accusées d'être asociales ou criminelles, et d'anciens membres de partis d'opposition. Ils n'ont pas été jugés par des tribunaux réguliers, mais par des « troïkas » — organes extrajudiciaires, qui appliquaient des procédures semblables à celles des tribunaux.

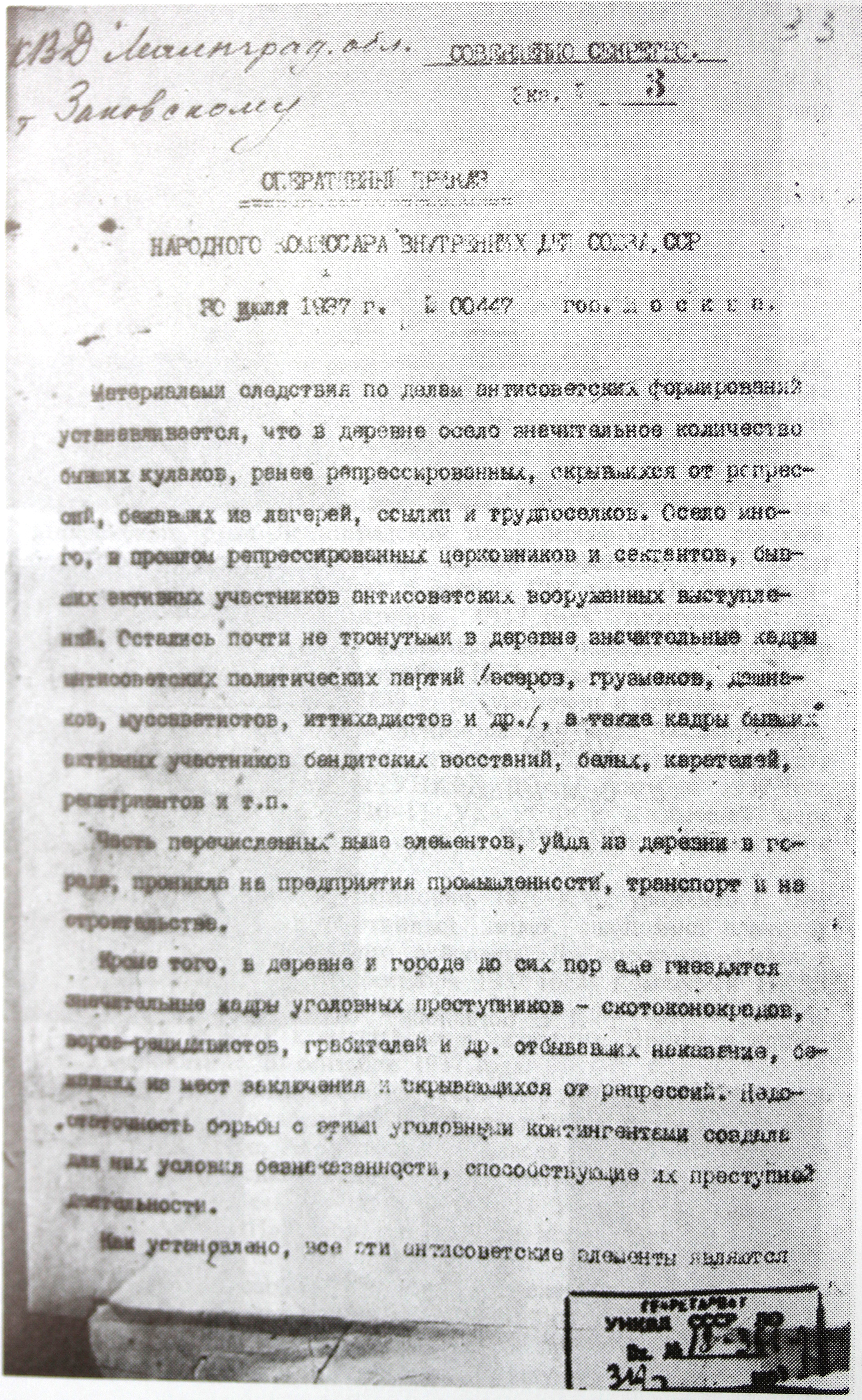
Ordre opérationnel du NKVD n° 00447

## Arrière-plan

### Développements au sein de l'Union soviétique
Depuis la fin de la Nouvelle Économie Politique (1927) et des plans corrélatifs de changement global de la société soviétique, on a vu croître une oppression administrative et policière des cercles de personnes considérées par l'État soviétique et la direction du Parti comme des marginaux sociaux et des ennemis. La collectivisation forcée (à partir de 1928) et la dékoulakisation (à partir de 1929) ont suscité des protestations de masse locales, des tumultes et des révoltes, ainsi que des famines étendues (Cf. Holodomor, 1932/33). Les modifications dans la structure agricole ainsi que l'industrialisation forcée de l'Union Soviétique conduisent à des migrations intérieures de masse. Au moins 23 millions de personnes sont déplacées de 1926 à 1939 de la campagne vers la ville, et y ont aggravé la situation, déjà précaire, de l'approvisionnement. La criminalité en augmenta également substantiellement.
Le Parti et l'Administration réagissent à ce rejet social par l'introduction de passeports intérieurs pour la population urbaine. De cette manière, les « éléments indésirables » sont bannis du centre des villes et déportés vers des colonies spéciales ou de travail dans des régions inhospitalières. En particulier, les personnes que les cadres du Parti et de l'État considèrent comme des koulaks représentent la grande partie du cercle des personnes poursuivies. Les mesures de poursuite restent néanmoins incomplètes, du point de vue de la direction de l'État et de la police : selon les données de la police, environ un tiers de tous les ex-koulaks déportés, soit 600 000  à   700 000 personnes, se sont enfuies des régions de déportation. Les paysans dékoulakisés ne se sont pas seulement enfuis des régions et des colonies spéciales. L'exil des koulaks n'est attirant que pour une minorité de ces personnes, dont le temps de déportation — en règle générale de 5 ans — est terminé. Dans trois cas sur quatre, ils s'efforcent de revenir à leur région d'origine, ou ils se cherchent du travail dans l'industrie soviétique en développement. La fuite et la migration menacent les succès de la dékoulakisation, et constituent ainsi un des soucis primordiaux de Staline. Selon Nikolaï Iejov, le chef du NKVD depuis l'automne 1936, le groupe détestable des koulaks menace par de multiples actes de sabotage antisoviétique le maintien du modèle social soviétique.
Les élections au Soviet suprême, générales, libres, égales et secrètes prévues par Staline pour décembre 1937 dérangent beaucoup de fonctionnaires de haut rang. En premier lieu, ils prêtent aux représentants de l'Église poursuivis et aux koulaks l'intention de se lier aux « ennemis » du pouvoir soviétique, pour acquérir une influence par les campagnes électorales et les élections elles-mêmes sur la politique de l'Union soviétique. La constitution Staline de décembre 1936 avait donné sur le papier de grands droits à de nombreuses centaines de milliers de sans-droits et de recherchés. De nombreux fonctionnaires locaux craignent que les rapports de force ne puissent évoluer au désavantage des bolcheviks.

### Facteurs de politique étrangère et craintes de complot
À cette constellation sociologique et politique intérieure s'ajoutent des facteurs de politique étrangère. La direction soviétique craint que des puissances étrangères qui se montrent agressives — en particulier le Troisième Reich, la deuxième république de Pologne et l'empire du Japon — ne l'agressent. La propagande soviétique reporte ces craintes et ces affirmations dans le pays : partout, il y aurait des ennemis, des espions, des conjurés, des saboteurs et des nuisibles à l'œuvre pour affaiblir l'Union soviétique de l'intérieur. L'environnement des dirigeants autour de Staline est hanté par le souci qu'en cas d'attaque par des puissances étrangères, les soi-disant ennemis de l'intérieur, conduits par des ex-membres du Parti, familiers de l'organisation, et des spécialistes étrangers vivant en Union soviétique, ne lancent des mouvements de révolte menaçants pour le système. Une base de masse pour les rébellions pourrait être constituée par les centaines de milliers de personnes que le régime soviétique a opprimées par le passé : ex-koulaks, croyants, déportés, criminels, déviants sociaux et bien d'autres. Pour contrer ce danger à titre préventif, les têtes du Parti et du NKVD finissent par organiser des 
parodies de procès — c'est là qu'on présenta au peuple les boucs émissaires pour les nombreux problèmes de l'économie et de la vie quotidienne soviétiques — et avant tout les opérations de masse secrètes de la Grande Terreur. Il faut ainsi éviter qu'en cas de guerre ne surgisse une « cinquième colonne » antisoviétique.

## Préparation

### Note de Staline du 3 juillet 1937
Le 3 juillet 1937, Staline présente à Nikolaï Iejov ainsi qu'aux directions régionales du Parti et aux représentants du NKVD une décision qui a été prise la veille par le Politburo. Celle-ci prévoit de commencer une campagne nationale de poursuites contre les ex-koulaks et les « criminels ». Cette note exige des autorités locales de prendre d'ici 5 jours des mesures préparatoires très larges : 
- Selon le degré de dangerosité, les personnes visées par la campagne doivent être réparties en deux Catégories et enregistrées sur le plan régional. Les koulaks et criminels « aux intentions les plus ennemies » doivent être traités en Catégorie 1 : ils doivent être condamnés à mort et fusillés. Les « moins actifs, mais néanmoins ennemis » regroupés en Catégorie 2, doivent être déportés.
- Pour le jugement des personnes visées, il faut former des tribunaux spéciaux, les soi-disant troïkas. En règle générale, elles doivent être constituées du représentant local du NKVD, du secrétaire du Parti régional et du procureur du territoire concerné.
- Le nombre des personnes incluses en Catégorie 1 et en Catégorie 2, ainsi que la composition nominative des troïkas doivent être transmis à la direction à Moscou dans le délai prescrit.

La structure de la campagne imite ainsi celle de la dékoulakisation. Le 1er février 1930, Guenrikh Iagoda, le prédécesseur de Iejov à la tête du service secret, a signé l'Ordre n° 44/21 du OGPU. Celui-ci divisait les koulaks à poursuivre en trois catégories et prévoyait pour les personnes rangées dans chacune des catégories des poursuites appropriées. Celles de la catégorie 1 pouvaient être fusillées, dans la mesure où se montraient des signes de résistance continue. L'instrument de la troïka était aussi utilisé dans ce contexte.

### Retour
En juillet 1937, les représentants du Parti et du NKVD envoient les informations souhaitées à la centrale moscovite du Parti, ou au ministère de l'Intérieur. Ils dépassent largement les délais prescrits, et ne fournissent explicitement que des nombres provisoires, estimés grossièrement pour les deux Catégories de suspects. Courant juillet, certaines régions corrigent leurs chiffres — parfois de façon importante — vers le haut. Le plus grand nombre de personnes à fusiller et à déporter a été donné par le premier secrétaire du comité de Parti régional de Moscou, Nikita Khrouchtchev. Le 10 juillet, il dénombre 41 305 éléments criminels et koulaks, dont 8 500 sont selon lui à ranger parmi les personnes à fusiller (Catégorie 1), et 32 805 à bannir.
Avec les notes de réponse, on essaie à Moscou d'étendre le groupe visé par la répression. Les propositions correspondantes visent les prisonniers, les membres d'organisations nationalistes ou contre-révolutionnaires, des armées blanches, des terroristes, des membres des colonies spéciales ou de travail, des « parasites », des incendiaires ou des « ci-devant », des émigrants revenus ou des « passeurs ». L'autorisation de poursuivre les membres du clergé a aussi été demandée explicitement. Le bureau politique a répondu en règle générale positivement à toutes ces demandes spéciales, et élargi en conséquence le titre de l'Ordre du NKVD à « autres éléments antisoviétiques ».

### Conférences de préparation
Vers le 13 juillet 1937, la direction du NKVD convoque les directeurs des services régionaux du NKVD pour une conférence centrale. Elle a lieu le 16 juillet et sert à la coordination de l'opération de masse prévue et à la clarification de questions encore ouvertes. On n'a pas trouvé de notes sténographiées ou de compte rendu de cette conférence. Des témoignages de participants, et des documents préparatoires pour cette séance font néanmoins conclure qu'il a été indiqué aux participants que les nombres cités jusqu'à maintenant pour les Catégories 1 et 2 n'étaient pas encore définitifs. On se demande encore si l'autorisation de torture a été donnée aux délégués. L'extension du groupe visé tout d'abord par Staline devrait avoir été aussi abordée.
Sur le plan régional, de nouvelles conférences de préparation ont lieu avant la fin de juillet. Par exemple, dans la région de Sibérie occidentale, dans une séance correspondante à Novossibirsk du 25 juillet, il est décidé de l'observation des devoirs de secret les plus rigoureux, de la manière de simplifier les enquêtes de police, et du rythme auquel les arrestations auraient lieu. Il est en outre recommandé aux présents de choisir des lieux à l'écart pour les fusillades et les enterrements. Les participants à la séance de Novossibirsk ont accueilli les mesures d'exécution de l'opération de masse imminente avec un « accord tempétueux ».

### Mikhaïl Frinovski coordinateur
Le rôle de leader pour la coordination de tous les préparatifs, pour la rédaction, puis pour la mise en œuvre de l'Ordre opérationnel du NKVD n° 00447 est donné à Mikhaïl Frinovski, le représentant de Iejov. Il entretient les membres du Politburo sur le déroulement de la planification, et en reçoit des indications correspondantes. Staline le reçoit trois fois en juillet 1937 dans son bureau. Frinovski propose son projet d'Ordre à Iejov le 30 juillet, et ce dernier le signe. Immédiatement, Frinovski envoie l'Ordre — un document dactylographié de 15 ou 19 pages — au secrétaire particulier de Staline, Alexandre Poskrebytchev, avec la demande de le faire suivre au Politburo. Cette assemblée approuve l'Ordre sans modification le 31 juillet, et il est envoyé le jour même à tous les responsables du NKVD dans les républiques, régions et territoires de l'URSS.

### Préparatifs opérationnels
Non seulement l'ordre de l'OGPU n° 44/21 de 1930, mais aussi deux campagnes de répression limitées juste commencées ont fourni des modèles de structure pour l'opération koulaks.
La décision du Politburo du 28 juin « Sur la découverte d'une organisation contre-révolutionnaire pour la préparation d'une révolte sous les koulaks expulsés en Sibérie occidentale » est considérée comme un précédent direct de l'Ordre sur les koulaks, aussi parce que la mise en œuvre de troïkas y est prévue. La mesure est dirigée contre les supposés membres et partisans d'une « union militaire générale russe » (ROVS) imaginaire en Sibérie occidentale, à laquelle on attribue une large conjuration militaire, soi-disant menée par des généraux des armées blanches de la guerre civile russe.
Le 25 juillet, Iejov signe en outre l'Ordre secret du NKVD n° 00439, avec le titre officiel de « Opération pour la prise de mesures répressives à l'encontre de citoyens allemands soupçonnés d'espionnage contre l'URSS ». Ces mesures répressives contre les Allemands visent à détecter de possibles espions du régime nazi et à les rendre inoffensifs.

## Contenu de l'Ordre

### Groupe visé
Dans l'introduction de l'Ordre, Iejov exprime que toutes les personnes considérées traditionnellement comme ennemies de la puissance communiste doivent être définitivement éliminées. Il écrit « qu'il faut écraser toute cette bande d'éléments antisoviétiques sans le moindre ménagement ». Il faut mettre fin « une fois pour toutes » à leur « action odieuse et démoralisante ». Le groupe visé comprend : 
- les anciens koulaks rentrés d'exil à la fin de leur peine, ou évadés,
- les membres d'ex-organisations de révolte,
- les ex-membres des armées blanches,
- les ex-membres de partis non bolcheviques,
- les membres de l'appareil judiciaire tsariste,
- les ex-fonctionnaires du régime tsariste.

Les « éléments socialement nuisibles » et les « dangereux en général » complètent cette liste d'ex. On y trouve : 
- les criminels récidivistes,
- les soi-disant bandits,
- les contrebandiers professionnels,
- les spéculateurs,
- les brigands,
- les voleurs de bétail et de chevaux,
- les membres de « sectes » et d'Églises
- les autres personnes prétendument contre-révolutionnaires, accusées de s'être activement affairées dans les camps contre l'Union soviétique.

### Quotas et punitions
Par rapport aux plans, les nombres pour les Catégories 1 et 2 ont été réduits dans l'Ordre opérationnel. En tout, les 59 républiques, régions et territoires ont annoncé 263 076 ci-devant koulaks et criminels : 85 511 sont prévus pour la peine de mort, et 181 562 doivent être bannis. Mais l'Ordre a prévu un nombre de victimes réduit d'environ 29 000 : 59 200 en Catégorie 1, et 174 500 en Catégorie 2. Les réductions concernent tout d'abord les unités territoriales qui ont annoncé un nombre de victimes global supérieur à 4 000.
L'Ordre indique clairement que les quotas indiqués ne sont que des valeurs indicatives. Mais en même temps, il interdit un dépassement des valeurs sur la base de décisions locales : les dépassements de quotas doivent obtenir l'accord de la Loubianka.
Une autre modification importante par rapport aux réflexions initiales a été la mesure des punitions pour chaque personne appréhendée en Catégorie 2. La circulaire de Staline du 3 juillet avait prévu la déportation vers des colonies de travail. Mais le texte de l'Ordre visait une peine de 8 à 10 ans de camp.
L'Ordre donnait également des prescriptions concernant les membres des familles des personnes poursuivies.

### Les troïkas
Les troïkas sont « l'instance par excellence contre les terroristes dans l'histoire des répressions de masse soviétiques, de la guerre civile russe aux massacres de Katyń ». L'Ordre définit leur composition personnelle pour chaque république, région ou territoire.
Les troïkas de l'« opération koulaks » forment la « colonne vertébrale de la terreur de masse » et ont non seulement la même tâche que les tribunaux express de la période de dékoulakisation, mais même en partie les mêmes membres, par exemple Stanislas Redens, Efim Evdokimov, Leonid Sakovski, Vassili Karuzki, Boris Bak, Solomon Bak ou
Robert Eiche.
Le représentant du NKVD tient la présidence, les membres sont le secrétaire local du Parti et le procureur. Les collaborateurs du NKVD, en particulier le « rapporteur » et le « secrétaire de la troïka » rassemblent le matériel nécessaire à la prise de décision par la troïka. Ceci montre la prééminence du NKVD sur les représentants de la justice de l'État et du Parti.
Les changements de membres des troïkas sont parfois très marqués. Dès avant la mise en œuvre de l'Ordre, le Politburo a remplacé une série de membres par d'autres personnalités. C'est ainsi que les 23 et 28 juillet, l'ensemble des troïkas des territoires de Saratov, d'Omsk et d'Ivanovo sont changés. Au 20 août, le Politburo a ordonné des changements de personnes pour 17 troïkas. Même pendant l'exécution, il y a des changements de personnes : le 2 novembre, 15 nouveaux présidents de troïkas sont nommés. Des membres de troïkas éliminés seront eux-mêmes victimes de poursuites. Le nombre total des membres est estimé à environ 350.
Le centre moscovite du NKVD et du Parti disposait, avec l'autorité sur la composition des troïkas, d'un moyen de contrôler le travail des tribunaux sommaires locaux, de les radicaliser, ou de les freiner.

### Instruction
Le rôle central dans les instructions contre les détenus est dévolu aux chefs de secteurs opérationnels du NKVD, dans lesquels toutes les républiques, régions et territoires sont répartis. Ce cadre du NKVD contrôle la composition des listes de détenus, établit le mandat d'arrêt, contrôle l'enquête préliminaire et envoie les actes d'instruction définitifs avec l'acte d'accusation — parfois pas plus d'une page — à la troïka.
L'instruction est « abrégée et simplifiée. » Les standards les plus élémentaires d'une instruction judiciaire ne sont pas atteints. Il n'est pas prévu d'avocat et il n'y a pas de parade d'identification. Il n'y a pas non plus de consultation d'experts, et les preuves ne sont pas produites systématiquement, ni vérifiées. L'accusé ne comparait jamais personnellement devant la troïka. Les condamnés ne peuvent pas faire appel. Les aveux des détenus ne jouent aucun rôle important — contrairement à ce qui se passe dans les procès contre les membres de l'élite soviétique.

### Cadre temporel et priorités
Il était prévu pour les mesures de poursuites divers instants de début. Elles devaient en général commencer le 5 août, mais dans les républiques d'Asie centrale, le début était fixé au 10 août, et en Sibérie orientale, dans la région de Krasnoïarsk ainsi que dans la région d'Extrême-orient, le début était fixé au 15 août. La durée totale de la mesure était prévue pour quatre mois.
La campagne doit s'adresser tout d'abord aux personnes de Catégorie 1 (peine de mort). L'Ordre prévoit que Iejov donnera encore des indications spéciales avant que les personnes de Catégorie 2 (peine de camp) soient mises en cause, ou tout au moins que Iejov ait donné son accord avant le début de ces dernières poursuites. Cet accord exprime le souci pratique des planificateurs de la terreur devant les engorgements dans les camps et les prisons : au mois de juillet, il n'est pas encore prévisible de savoir quand des capacités suffisantes seront créées pour accueillir toutes les personnes à déporter en Catégorie 2. Dans certains territoires, les troïkas ont commencé visiblement par juger des personnes qui étaient incarcérées depuis longtemps déjà. De cette manière, elles créent de la place pour les nouveaux venus. Cette manière de faire était autorisée par un paragraphe spécial de l'Ordre,

### Moyens financiers et utilisation des prisonniers des camps
Le Politburo demande au conseil des commissaires du peuple le 31 juillet de mettre à la disposition du NKVD 75 millions de roubles sur son fonds de réserve pour l'opération de masse. 25 millions sont prévus pour les frais de transport par chemin de fer des déportés au camp de Catégorie 2. 10 millions sont destinés à la construction de nouveaux camps. Les prisonniers doivent être mis au travail sur des chantiers de grands travaux du Goulag déjà existants, ou construire de nouveaux camps, ou être employés dans l'économie forestière.

## Mise en œuvre

### Dispositions pour l'exécution
L'Ordre opérationnel n° 00447 fixe le cadre de la campagne de poursuites, concrétisé par une série de dispositions pour l'exécution. Iejov fixe par exemple les règles à observer pour l'exécution des prisonniers du Goulag. Bien que l'Ordre du NKVD n° 00447 ait donné un nombre total de prisonniers de 10 000, le nombre des exécutions dans le système du Goulag à la fin de la campagne, en novembre 1938, s'élevait à 30 178.
Les ordres d'exécution règlent aussi les exécutions dans les prisons spéciales (politisolateurs) où sont détenus les suspects d'être « les ennemis les plus enragés de la puissance soviétique ». Là aussi, le nombre d'exécutions et la durée de la mesure ont excédé les données du plan.
Les instructions d'exécution n'ont pas été formulées seulement à Moscou : on sait que le commissaire du peuple ukrainien pour l'intérieur Israël Leplevski, pose avec ses indications des aspects aussi spécifiques. Il exige par exemple de frapper en particulier là où les accidents de chemin de fer se sont accumulés, parce qu'il y suppose du sabotage et des conjurations. Il concentre aussi la terreur sur l'Église et les sectes.

### Phases
Selon l'Ordre, l'opération des koulaks doit se terminer au début décembre 1937. Au début décembre, cette date est repoussée à la fin décembre. A posteriori, la fin de l'année n'a pas marqué la fin de la campagne, mais n'a fait que marquer la fin de la première phase.
Après que les nombres d'exécutions à la fin de l'année précédente sont montés en flèche, il règne au début de 1938 parmi les troïkas une certaine incertitude sur la conduite à tenir. Au sein du NKVD aussi se font entendre des voix demandant de cesser l'arbitraire lié à la complétion des quotas. De telles opinions sont rapidement réprimées par des blâmes, des pressions collectives et des procédures disciplinaires. Au sein du ministère public, certains cadres essaient de même de réclamer un contrôle des pratiques judiciaires des troïkas. On en vient aussi à ce genre d'initiatives isolées parce que des plaintes sont parvenues au ministère public sur les jugements des troïkas contre des cadres du Parti ou des membres de la nomenklatura. L'incertitude entraîne le procureur général d'URSS, Andreï Vychinski à envoyer une circulaire indiquant aux procureurs de vérifier ce genre de jugements, uniquement dans des cas exceptionnels.
Dès le 8 janvier 1938, Frinovski exige dans une circulaire d'orienter à l'avenir la campagne des koulaks vers une attention concentrée sur les chemins de fer. Il y aurait là du travail de « nuisance en masse ». En réalité, le début de 1938 n'est pas la fin de l'opération, mais le début de la seconde phase. Une décision du Politburo du 31 janvier 1938 introduit officiellement la deuxième phase de l'opération koulaks. Elle doit durer, échelonnée selon les régions, jusqu'au 1er avril au plus tard. La décision, suscitée par Staline, attribue à certains territoires des nouveaux contingents de victimes : 48 000 personnes doivent être fusillées (Catégorie 1) et  9 200 bannies au camp (Catégorie 2). La campagne se radicalise dans cette nouvelle année. Dans certaines régions, il n'y a presque sans exception que des condamnations à mort. C'est ainsi que les troïkas d'Ukraine et de Moldavie, ensemble, ont envoyé entre le 1er janvier et le 1er août 830 personnes en camp et en ont condamné  36 393 à mort.
Un facteur pour la dureté spéciale de la campagne de terreur en Ukraine est le changement dans la direction politique et au NKVD : le 27 janvier, Khrouchtchev prend le poste de Premier secrétaire du Parti communiste d'Ukraine, et Alexandre Ouspenski devient le commissaire du peuple pour les affaires intérieures. Les « éléments antisoviétiques » sont pourchassés particulièrement massivement dans les régions extrême-orientales. Frinovski, qui visite en service cette région, demande le 27 juillet une hausse des contingents : sa note prévoit 15 000 exécutions et 5 000 peines de camp en plus. Quatre jours après, le Politburo de Moscou approuve ces deux demandes.
Dans la deuxième phase de l'accomplissement de l'Ordre, de janvier à novembre 1938, les acteurs concentrent leurs efforts sur les « autres éléments antisoviétiques » ; leur proportion parmi les accusés augmente sensiblement, par contre la proportion de « criminels » diminue considérablement. La situation internationale, considérée de plus en plus comme une réelle menace se reflète dans une intensification marquée de la recherche et de l'identification des « ennemis de l'intérieur », qui peuvent se rendre utiles aux puissances étrangères. Parmi les groupes-cibles alors réprimés de manière renforcée, ressortent les membres de l'ex-parti socialiste révolutionnaire. Staline lui-même a demandé contre eux à Iejov dans une note du 17 janvier des mesures d'instruction renforcées.

### Justice à la chaîne, compétition et élévation des quotas
Les troïkas font de la justice à la chaîne. De plus en plus, les comptes rendus des troïkas montrent combien d'accusations sont liquidées par séance : le 9 octobre 1937, la troïka de Leningrad, par exemple, édicte 658 condamnations à mort, qui s'appliquent à des prisonniers des prisons spéciales des îles Solovki. La troïka pour la république socialiste soviétique autonome tatare édicte 256 peines de mort le 28 octobre 1937, et 202 le 6 janvier 1938. La troïka de la république socialiste soviétique autonome de Carélie étudie le 20 novembre 1937 en tout 705 accusations, et applique la peine de mort pour 629 d'entre elles. Le même jour, la troïka de Krasnodar condamne 1252 personnes. La troïka d'Omsk émet 1301 jugements le 10 octobre 1937, dont 937 peines de mort ; le 15 mars 1938, ce sont 1014 jugements dont 354 peines de mort.
Dès le tout début de l'opération koulaks les autorités locales ont demandé une augmentation de leurs quotas. Une raison réelle pour ces demandes est l'effort des nouveaux présidents de troïkas pour se montrer plus « fidèles à la ligne » et radicaux que leurs prédécesseurs démis. De plus, beaucoup de troïkas considèrent la campagne de répression comme une compétition pour de plus hauts chiffres d'objectifs et de succès. À Omsk, le président de troïka nouvellement intronisé le 28 juillet 1937 demande dès le 1er août à la Loubianka une extension de ses quotas. Il justife cela par le stakhanovisme fourni dans l'intervalle, qui a conduit à l'incarcération de 3 008 personnes, toutes prévues pour l'exécution.

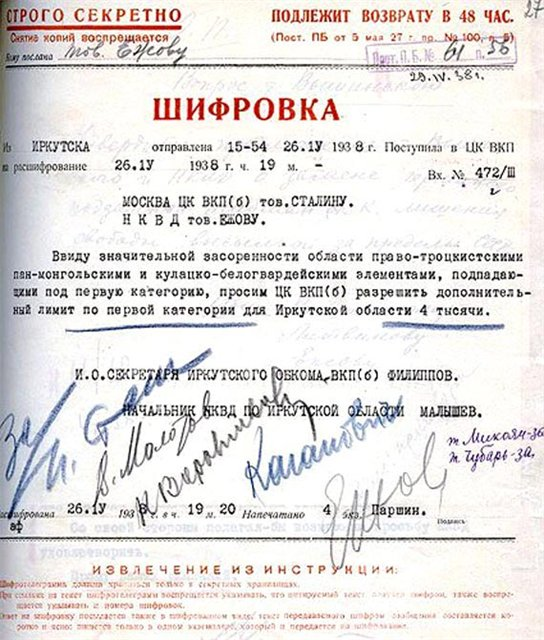
Le 26 avril 1938, les représentants du Parti et du NKVD à Irkoutsk demandent au comité central de Moscou par télégramme d'augmenter de 4000 le quota de personnes à fusiller selon l'Ordre n° 00447. Cette demande est acceptée le 29 avril par le Politburo (v. description de l'image)

Au cours de l'opération koulaks sont arrivées par la centrale du Parti à Moscou et surtout par la Loubianka, une masse de demandes d'augmentation parfois drastiques des limites supérieures autorisées. Souvent, les autorités locales, comme par exemple le commissaire du peuple pour l'intérieur d'Ukraine ont renouvelé leur demande plusieurs fois, demandant à chaque fois une nouvelle augmentation. Moscou acceptait presque toujours ces demandes. On ne connaît pas de cas où les autorités locales ont osé rester en-dessous de la limite supérieure fixée par l'Ordre n° 00447, bien que ce dernier ait prévu une telle possibilité. De même que les indications du Plan dans le système économique soviétique, les quotas d'incarcération par les agents du NKVD ont été remplis ou dépassés en province.
On ne sait pas si l'augmentation des quotas est survenue seulement à l'initiative de « la base », ou si des initiatives par les centrales du Parti et du NKVD y ont aussi joué un rôle. Le Politburo décide le 15 octobre 1937 d'augmenter le nombre des personnes à poursuivre de 120 000 :   63 000 devaient être exécutées et 57 000 exilées en camp. On ne sait pas dans quelle mesure cette décision reflète des souhaits des régions formulés précédemment.

### Différences régionales
L'Ordre est suivi différemment selon les régions. Les acteurs du NKVD utilisent pour cela les possibilités ouvertes par les diverses catégories d'ennemis indiquées. Typiquement, ils dirigent la campagne localement surtout contre ceux qu'ils considèrent comme des groupes à problèmes. Quand c'est possible, ils utilisent l'opération koulaks comme une occasion de s'en débarrasser.
Dans le raion de Perm la campagne atteint particulièrement durement les « colonies spéciales » établies de force dans cette région : un condamné sur trois appartient à ce groupe. En Sibérie occidentale, la lutte à la même époque contre les ROVS joue un grand rôle. Dans la région autour de Donetsk, la campagne se dirige surtout contre les groupes marginaux. Dans la région autour de Kiev, par contre, elle frappe particulièrement souvent les membres de communautés religieuses et des branches de l'Église orthodoxe russe.
Dans la région rurale de l'Altaï, ce sont les supposés « trublions » dans les kolkhozes et les sovkhozes qui sont dans le viseur du NKVD. La proximité de la frontière, ainsi que le souvenir de la révolte des paysans de Sorokino jouent aussi un rôle pour l'exécution de l'Ordre : début 1921, environ 5 000  à   10 000 paysans y ont participé. Celui qui était accusé d'avoir pris part à cette révolte dans la région de l'Altaï doit compter sur une augmentation substantielle de sa peine. Dans cette région, 46 % de tous les condamnés en vertu de l'Ordre n° 00447 sont exécutés, parmi lesquels 70 % sont accusés de participation à la révolte de Sorokino. À Leningrad et dans l'oblast de Iaroslavl, c'est la poursuite des criminels qui est au premier plan.
En République Soviétique Socialiste de Iakoutie, il n'y a eu aucune incarcération en vertu de l'Ordre n° 00447. Cette région est restée épargnée dans l'Ordre, parce que le chef NKVD responsable a présenté de façon crédible qu'il n'y a aucun koulak ou espion dans son domaine de compétences. Les quotas d'incarcérations de Iakoutie sont retournés dans les quotas nationaux.

### Comptes rendus
L'Ordre prescrivait d'envoyer des républiques, régions et territoires un rapport tous les cinq jours - en résumé par télétype et en détail par poste. Les responsables du NKVD sur place en sont responsables. La centrale moscovite donne a posteriori une valeur à ces rapports et les prépare pour des vues globales. Pour l'ensemble de la durée d'exécution de l'Ordre, on a retrouvé 36 rapports globaux centraux.
Moscou ne demande pas seulement des nombres, mais aussi des estimations sur la  façon dont la population locale réagit à la répression. En outre Iejov se procure des informations sur le fait qu'au cours de la campagne, des « groupes contre-révolutionnaires » et des armes peuvent être saisis. Ce questionnement montre son intérêt à découvrir des conjurations et de la criminalité organisée, ou encore de la résistance organisée.
Iejov demande aux organes du NKVD dans les républiques, régions et territoires des comptes globaux. Tout d'abord, la date limite d'envoi était le 15 décembre 1937, puis elle a été décalée à court terme au 15 janvier 1938. La statistique centrale de la campagne donnait au 31 décembre 1937 les nombres suivants : 555 641 ont été incarcérés, 553 362 jugés, dont  239 252 condamnés à mort, et  314 110 déportés en camp. 14 600 prisonniers qui se trouvaient déjà avant le début de l'opération koulaks au Goulag ou en prison ont été exécutés.

### Enquêtes et actes
Chaque incarcération repose sur un mandat d'arrêt. Celui-ci à son tour est extrait dans bien des cas d'une liste établie — souvent en grande hâte — dans ce but. Les perquisitions ne donnent que rarement des éléments à charge. Les fonctionnaires locaux — à la campagne, en règle générale le président du soviet de village ou son secrétaire, à la ville souvent le concierge — contresignent souvent l'acte de perquisition.
L'interrogatoire des prisonniers vise leurs rapports sociaux et leur passé politique. En outre, on s'intéresse à des questions sur leur passé criminel, ainsi que sur leurs parents proches.
Dans bien des cas, le NKVD vérifie les dires des prisonniers, en demandant au soviet de la ville ou du village une vérification sur chacun. Les dires sur l'origine sociale, le passé et la position politique ainsi que sur l'ardeur au travail sont là particulièrement importants. Dans la mesure où elles sont disponibles, les enquêteurs ressortent aussi des données plus anciennes sur les prisonniers, tout particulièrement les documents de la police ou des services secrets.
Dans les documents d'instruction se trouvent en règle générale également des témoignages. Ils émanent souvent de bénéficiaires du système, comme par exemple des présidents de kolkhozes ou des membres du Parti, qui se mettent à disposition comme témoins, informateurs ou délateurs.
Des informations reçues, les responsables du NKVD établissent l'acte d'accusation. Le rapporteur — un collaborateur NKVD de la milice ou des services secrets — en fait un résumé, appelé protocole de la troïka, qui est soumis à la troïka.
Dans la mesure où les condamnés sont fusillés, l'acte d'instruction contient aussi des documents certifiant l'exécution. Pour le cas où les représentants de l'autorité s'occuperaient dans les années ou décennies ultérieures de la question d'une réhabilitation des condamnés, il se trouve dans les actes d'instruction aussi des notes à ce sujet — en général brèves.
L'analyse des actes d'enquête montre dans l'ensemble que l'opération koulaks n'a pas du tout été une action arbitraire, frappant de sa violence les individus plus ou moins au hasard, mais une campagne organisée bureaucratiquement. Celle-ci devait promouvoir l'imposition à la société socialiste de la marque stalinienne. Dans les documents d'instruction se reflète la mise en œuvre planifiée des mesures de terreur étatique en vue du nettoyage définitif de la société soviétique de ces « éléments » qui ne voulaient pas s'identifier avec les buts de l'État.

### Instruments de conduite
Les autorités locales du NKVD sont affranchies des mécanismes de contrôle classiques. Ni le ministère public, ni les tribunaux officiels du pays ne doivent être impliqués, et il ne faut pas demander confirmation à Moscou avant l'exécution du jugement — sauf dans le cas des opérations nationales de purification ethnique.
Mais la campagne n'échappe jamais aux centrales du Parti et du NKVD. Leur levier est les rapports, l'autorité sur la composition personnelle des troïkas et le pouvoir de décision sur les augmentations de quotas.

## Fin

### Éviction de Iejov
À partir d'août 1938 se multiplient les signes de ce que la Grande Terreur, et également l'opération koulaks vont vers la fin. Le 22 août, Lavrenti Beria prend le poste de représentant de Iejov. En outre, le 8 octobre, se constitue une commission de Iejov, Beria, Vychinski, Malenkov et Nikolaï Rytchkov, qui compose un projet de décision qui doit donner de nouvelles règles pour les incarcérations, la surveillance par le ministère public et les procédures d'instruction. Peu à peu, les familiers de Beria prennent des fonctions de direction au NKVD.
Le 15 novembre 1938, le Politburo accepte la directive élaborée par la commission. Elle spécifie que toutes les audiences pénales par les troïkas, les tribunaux militaires et le collège militaire du Tribunal Suprême de l'URSS doivent être arrêtées à compter du 16 novembre jusqu'à une date ultérieure. Cette conclusion du conseil des commissaires du peuple et du comité central du Parti, est signée par Staline et par Viatcheslav Molotov en date du 17 novembre. Elle est envoyée à tous les dirigeants locaux du NKVD, aux secrétaires du Parti, ainsi qu'aux principaux procureurs de toutes les entités territoriales de l'Union soviétique. La terreur finit comme elle avait commencé : par une décision du Politburo.
On ne sait pas comment on en est arrivé à ce retournement de situation et à la fin de la terreur lancée par l'Ordre du NKVD n° 00447.
Le 25 novembre 1938, Beria prend la direction du NKVD. Iejov est rendu responsable des excès au cours de la Grande Terreur, incarcéré le 10 avril 1939 et exécuté le 4 février 1940.

### Critiques sur les fautes et altérations
Dans la directive de novembre, Staline et Molotov soulignent d'abord les « succès » de la campagne de répression. Mais à la suite, ils dénoncent cependant les « plus lourdes fautes et altérations ». Selon Staline et Molotov, les « ennemis » ont réussi à pénétrer dans le NKVD et le ministère public, et à soustraire ces institutions au contrôle du Parti.
Le résultat de la décision du 17 novembre est non seulement d'arrêter la Grande Terreur, mais aussi de blâmer le NKVD comme seul responsable des « fautes » de cette opération.

### Bilan des victimes
En préalable à son rapport secret au XXe congrès du Parti communiste de l'Union soviétique (1956), le chef de l'État et du Parti, Nikita Khrouchtchev établit une statistique de toutes les victimes du stalinisme. Elle énumère plus de 1,5 million d'incarcérations dans la foulée de la Grande Terreur, dont plus de 680 000 ont conduit à des exécutions. Ces nombres ne contiennent pas, et de loin, toutes les victimes de cette « campagne d'incarcérations et de tueries » d'un an, parce que les cas de décès sous la torture ou pendant l'incarcération pour l'instruction n'ont pas été pris en compte, pas plus que les dépassements spontanés, non autorisés, de quotas, comme on l'a su pour la république socialiste soviétique du Turkménistan.
Les historiens russes actuels estiment que seulement dans l'opération koulaks, près de 820 000 personnes ont été arrêtées, dont  437 000 à  445 000 ont été fusillées. D'autres donnent environ 800 000 arrêtés, et de 350 000 à 400 000 fusillés.
La proportion d'exécutions dans l'opération koulaks se situe à 50,4 % de toutes les condamnations en vertu de l'Ordre n° 00447, tandis que pour les « opérations nationales », plus — et parfois beaucoup plus — de 70 % des condamnés étaient exécutés.
En raison des actions de terreur et de poursuites simultanées ou se suivant de façon rapprochée, les prisons, camps et colonies spéciales du Goulag ont été surchargés par un multiple de leur capacité. Le nombre de prisonniers est passé de 786 595 au 1/7/37 à plus de 1 126 500 au 1/2/38, puis à  1 317 195 au 1/1/39. Ceci a dégradé les conditions de vie déjà inhumaines du  Goulag. Selon les statistiques officielles soviétiques, il y est mort 33 499 prisonniers en 1937, et un an plus tard, c'était déjà 126 585. Également, pendant les déportations et les transports entre points d'appui du Goulag, 38 000 personnes sont mortes en 1938 de plus qu'en 1937. Selon les statistiques d'époque, le pourcentage des incapables de travailler, par maladie, invalidité ou affaiblissement était en 1938 de plus de 9 %, soit plus de 100 000 personnes. En 1939, environ 150 000 prisonniers étaient incapables de travailler, sans compter les invalides.

## Poursuites des acteurs et réhabilitation

### Nettoyage du NKVD
Le successeur de Iejov, Beria « nettoie » le NKVD, et force en 1939 plus de 7 000 collaborateurs (plus de 22 % du total) à quitter le service. De la fin 1938 à la fin 1939, il fait incarcérer en tout 1 364 membres du NKVD, et en outre change presque tous les responsables du NKVD sur le plan des administrations des républiques et des territoires. Les cadres du NKVD de rang particulièrement élevé sont fusillés.
Beria réhabilite quelques victimes de l'ère Iejov. Simultanément, sous sa règle, la lutte contre les « parasites », les « conjurés » et les « ennemis » continue, et ce avec les mêmes méthodes qui ont été reprochées aux autres collaborateurs du NKVD. L'extension de ces poursuites diminue cependant, parce que les objectifs de la tête de la direction politique autour de Staline ont changé. En outre, il n'y a plus d'opération de masse.
Beaucoup de membres de troïkas sont eux-mêmes réprimés. Jusqu'en 2009, des données biographiques suffisantes ont pu être exploitées pour 169 cas. 47 représentants du NKVD, 67 membres du Parti et 2 représentants du ministère public ont été condamnés à mort.

### Réhabilitation des victimes
Des discussions sur la réhabilitation des victimes de la terreur ont déjà commencé de la vie de Staline, dans les années 1939 à 1941, sans que le concept ait émergé dans les communiqués ou documents officiels. On évoque la question de savoir s'il faudrait procéder à des procédures d'appel, et sur la façon de les mener. Des ordres et circulaires correspondants spécifient qu'une décision de faire appel sur un jugement devra être prise par les précédents acteurs du NKVD. Le ministère public se tient sur la réserve et ne s'implique que dans peu de procédures. De novembre 1938 à 1941, la décision sur les demandes d'appel est de plus en plus centralisée. En raison du manque de temps et de la surcharge des bureaux compétents, les demandes individuelles ne sont traitées que de manière peu différenciée. Quand les personnes sont libérées de détention, elles restent encore la ligne de mire des « services ».
Les procédures d'appel conduisent rarement à la production de nouvelles preuves. La plupart du temps, seuls de nouveaux « témoins » sont interrogés par le NKVD. Leurs témoignages sont considérés la plupart du temps comme des confirmations des dossiers. Les erreurs de forme dans les procédures initiales d'arrestation et d'instruction ne conduisent pas automatiquement à la nullité du jugement correspondant. Dans l'ensemble, les appels de jugement et les libérations de détention sont restés une exception rare.
Immédiatement après la mort de Staline le 5 mars 1953, Beria commande de décharger les camps du Goulag surchargés et non-économiques. Le 27 mars 1953, 1,2 million de prisonniers sont libérés. Les détenus « politiques » ne sont pas amnistiés, mais seuls ceux dont il est supposé qu'ils ne présentent plus de danger pour la société, et dont la peine a été fondée sur des infractions contre les règles juridiques générales de l'Union soviétique. Après l'incarcération de Beria le 26 juin 1953, la nouvelle équipe de direction autour de Khrouchtchev poursuit cette politique. Des comités spéciaux vérifient les dossiers de ceux qui ont été jugés pour « crimes contre-révolutionnaires ». Les membres de ces comités sont de hauts représentants du service secret et des membres du Parquet — deux institutions actives dans les « opérations nationales »  et l'opération koulaks. Les experts ont examiné environ 237 000 dossiers de personnes qui ont été incarcérées en vertu de l'article 58 du code pénal de la République socialiste fédérative soviétique de Russie (RSFSR) — ce qui représente 45 % de tous les prisonniers qui ont été poursuivis sur la base de cette règle. 53 % de tous les jugements expertisés sont confirmés, 43 % de toutes les peines sont réduites, si bien que les personnes concernées sont libérées de prison. 4 % de tous les jugements ont été annulés.
Dans la deuxième moitié de 1955, il y a des amnisties concernant aussi les « politiques ». Le  nombre total de tous les prisonniers du Goulag était monté à 2,5 millions en 1950, non seulement en raison de la Grande Terreur, mais aussi d'autres campagnes de poursuites et d'incarcérations, notamment par les peines de camp prononcées en masse contre les Soviétiques rapatriés volontairement ou non après la fin de la Seconde Guerre mondiale. Ce n'est que fin 1955, au bout de 20 ans, que ce nombre est retombé en-dessous du million. Peu avant le début du XXe Congrès du Parti Communiste d'URSS, le nombre des détenus politiques tourne aux environs de 110 000. Après la fin du Congrès, une commission vérifie à nouveau les jugements qui ont été formulés sur la base de l'article 58. Avant la fin 1956, 100 000 d'entre ces personnes sont libérées du Goulag. Début 1957, il n'en reste plus qu'environ 15 000. C'est ainsi que 20 ans après sa fin, les dernières victimes de la Grande Terreur ont retrouvé leur liberté. Les autorités avaient systématiquement étendu leurs peines d'incarcération par des « rallonges ». Jusqu'aux années 1980, les parents de personnes exécutées pendant la Grande Terreur recevaient sur demande un faux certificat selon lequel la personne en question était décédée en camp de travail. Ce n'est qu'à partir de 1989 que les véritables date et lieu de décès ont été communiqués aux parents.
Même pendant et après la perestroïka, les autorités n'ont pas annulé de manière générale pour injustice les jugements portés pendant les mois de la Grande Terreur. Seuls les prisonniers qui ont été jugés pour « crimes politiques » ont selon la loi de réhabilitation russe du 18 octobre 1991 la possibilité d'une réhabilitation. Les jugements sur la base d'actions « criminelles » restent en règle générale valables. Au mieux, une peine lourde peut être classée comme injuste. Il n'est pas tenu compte ainsi de l'extension énorme du concept de criminalité dans les années 1930.

## Recherche, signification, mémoire

### Publication et recherche
Le quotidien russe Trud publie l'Ordre opérationnel, avec quelques coupures, pour la première fois le 4 juin 1992. D'autres documents sur les opérations de masse de la Grande Terreur paraissent dans l'hebdomadaire russe Les Nouvelles de Moscou le 21 juillet 1992. À cette époque se déroulent les préparatifs pour une attaque globale contre le Parti communiste d'URSS. Jusqu'à cette époque, les opérations de masse étaient toutes restées complètement secrètes. Même dans son rapport secret de 1956, Khrouchtchev, qui faisait partie des acteurs de l'opération koulaks, ne l'a pas évoquée d'un seul mot.
La recherche sur les opérations de masse a fortement changé l'image de la violence stalinienne. L'étude de 1968 de Robert Conquest sur la Grande Terreur et les travaux en réponse des prétendus révisionnistes se sont concentrés — puisque tous les documents concernant les opérations de masse étaient des secrets d'État soviétiques — sur les poursuites de membres de l'élite. Ils ne formaient pourtant que la « partie émergée de l'iceberg ».
Déjà, l'ouverture incomplète et tardive de quelques archives a permis la mise en valeur de documents importants sur la terreur de masse ainsi que sur l'opération koulaks. Entretemps, on a eu des éditions des sources en plusieurs langues. L'opération koulaks n'est plus un secret comme la plus grande opération de masse de la Grande Terreur, elle est plutôt évoquée dans plusieurs histoires du stalinisme ou de l'URSS.
La somme des sources connues depuis, au sujet de l'opération koulaks, est inhabituellement grande. Il y en a de plus qui montrent explicitement la direction de l'État et du Parti comme instigateurs des poursuites et du meurtre en masse.

### Planification et centralisme
Les trouvailles et l'interprétation des nouvelles sources ont rendu plus difficiles les positions révisionnistes qui attribuaient une faible position à Staline et à son entourage proche. Les documents ont montré que la direction du Parti Communiste d'URSS, en particulier Staline, ont lancé, dirigé et aussi terminé les campagnes. La détermination des buts de la terreur et des groupes de victimes ne s'est pas faite arbitrairement et aléatoirement, mais résulte de réflexions systématiques. La poursuite des campagnes de terreur a aussi suivi des indications bureaucratiques claires.
Des réponses définitives à la question historiographique litigieuse de savoir qui dans les interactions entre le centre et la périphérie a donné le ton, n'ont pas encore été données. La thèse d'une dominance de la périphérie dans la Grande Terreur se trouve néanmoins de plus en plus sur la défensive. Des recherches sur la suite donnée à l'Ordre n° 00447 dans la province soviétique ont montré que l'influence de Moscou est restée primordiale, bien que le Politburo et la Loubianka eussent laissé des espaces de liberté substantiels aux organes chargés des poursuites sur les lieux. Dans la mesure où l'on pourrait parler d'une autonomisation de l'opération koulaks, il faudrait parler d'une « autonomisation contrôlée ou calculée ».

### Classement historique
Une série de chercheurs considère l'opération koulaks comme partie d'une politique violente qui réagissait contre les conséquences de la transformation radicale de la société soviétique apportée sciemment par les bolcheviks. Dans la première moitié des années 1930, cette transformation de grande ampleur comprenait l'industrialisation forcée, la collectivisation imposée et la dékoulakisation, ainsi que les campagnes de nettoyage des villes au moyen des passeports intérieurs. La Grande Terreur aurait réagi contre les suites inattendues de cette « deuxième révolution ». C'est pourquoi il se serait agi de libérer la jeune société soviétique de ses contradictions éclatantes au moyen d'une campagne de violence. Les autorités auraient essayé de réaliser le rêve d'un ordre social et national homogène par la force, pour faire sortir l'Homo sovieticus de l'anéantissement du vieil homme. Dans ce sens, la violence de la Grande Terreur, à laquelle l'Ordre du NKVD n° 00447 apporte une importante contribution, peut être comprise occasionnellement comme un projet d'ingénierie sociale.
Pour l'historien américain John Arch Getty, le document qu'il nomme « one of the most chilling documents in modern history » (un des documents les plus terribles de l'histoire moderne), a une signification pour son époque. L'historien américain de l'économie Paul R. Gregory le désigne comme la plus brutale décision étatique du XXe siècle. Concrètement, et sans euphémisme, contrairement à ce qui a été typique pour les crimes de masse des nazis, cet écrit formule la logique et le processus du crime de masse de Staline, sans essayer de cacher les intentions mortelles qui s'y trouvent.
La majorité des chercheurs sur les génocides et des historiens d'Europe de l'Est refusent explicitement de parler de génocide en relation avec l'opération koulaks et la Grande Terreur. L'historien américain Norman Naimark propose cependant une extension du concept conventionnel de génocide, qui serait susceptible d'incorporer plusieurs des grandes campagnes de violence de l'histoire soviétique — notamment la Grande Terreur avec l'opération koulaks — dans le total des génocides. On l'a contredit explicitement. Ronald Grigor Suny appelle la Grande Terreur un « holocauste politique ». Les deux historiens allemands de l'Europe de l'Est Jörg Baberowski et Karl Schlögel voient dans la violence des opérations de masse de la Grande Terreur un essai de variante de « solution finale », ou l'expression d'une « représentation d'une solution définitive de la question sociale ». Cette comparaison avec la solution finale à la question juive allemande, historiquement ultérieure, n'est pas restée sans contradiction.

### Souvenir
Les souvenirs privés des personnes concernées par la Grande Terreur sont revenus après les expériences collectives de l'Union soviétique dans la Seconde Guerre mondiale : la guerre germano-soviétique fit au moins 20 millions de morts soviétiques. En même temps, par la victoire de l'Armée rouge sur le fascisme, commence l'ascension de l'Union soviétique au rang des superpuissances.

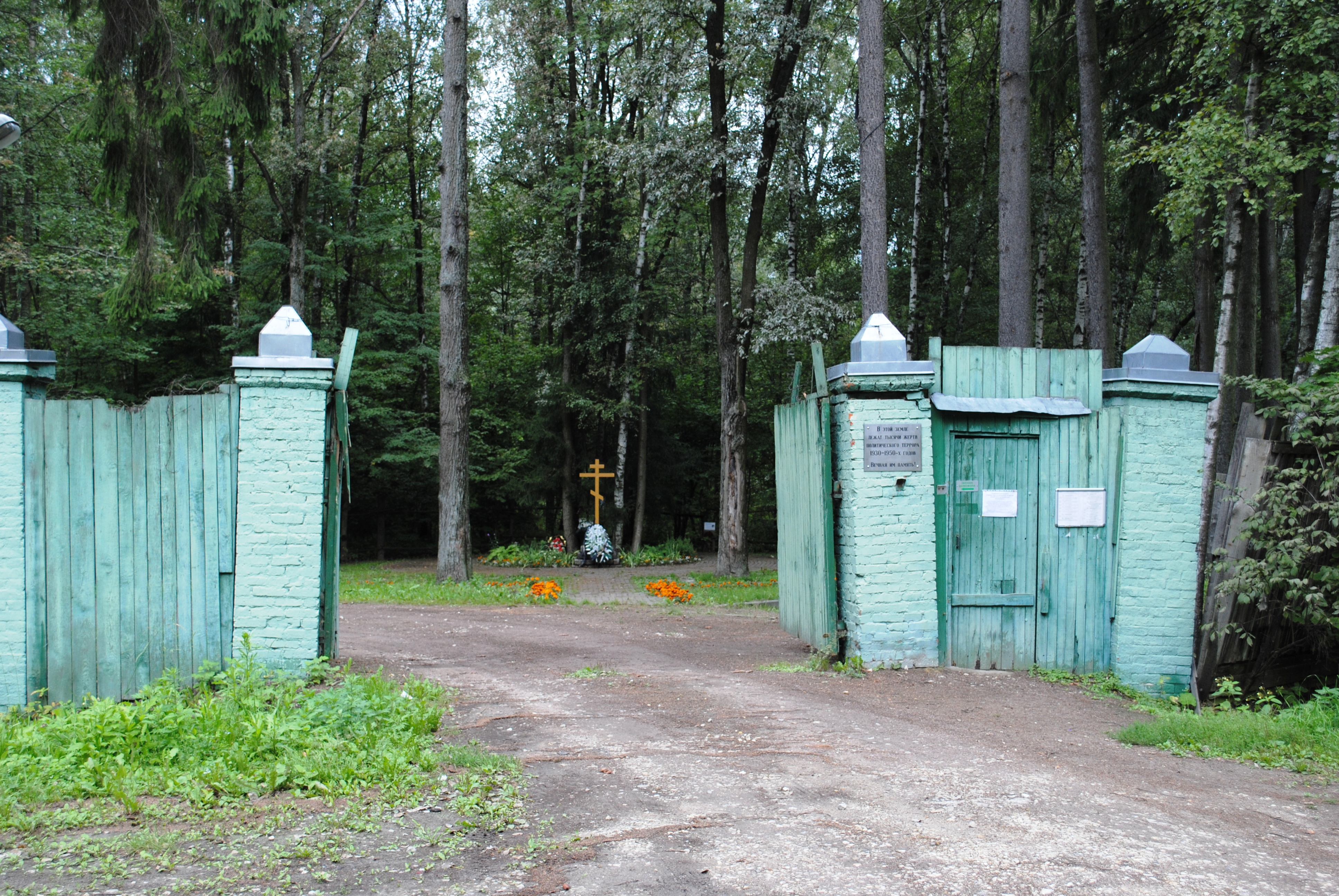
Entrée du polygone de Kommunarka. On estime que 20000 victimes de la Grande Terreur y sont tombées.

Après la dislocation de l'URSS, apparaissent à bien des endroits des livres à la mémoire des victimes du stalinisme. La centrale moscovite de l'organisation des droits de l'homme Memorial dispose d'une large collection de ces knigi pamiati. Les victimes de l'Ordre NKVD n° 00447 y figurent aussi.
Ces livres énumèrent les données biographiques fondamentales des persécutés : lieu et date de naissance, profession, nationalité et lieu de séjour. En outre, on y trouve souvent des données sur l'incarcération, le jugement, le tribunal et l'exécution de la victime, ainsi que sur son origine sociale, sa formation, son appartenance au Parti, ainsi que sur ses peines précédentes.
Depuis le milieu des années 1990, ont été identifiés en plus une série de terrains d'exécution et de tombes de masse de la Grande Terreur. À ces endroits, comme aux sites NKVD de Boutovo ou de la Kommunarka près de Moscou, il y a des efforts pour rappeler les victimes de la Terreur de masse.